# سنگ‌نگاره خزان
سنگ نگاره خزان مربوط به دوران پیش از تاریخ ایران باستان است و در شهرستان بیرجند، بخش مرکزی، روستای خزان واقع شده و این اثر در تاریخ ۲ آبان ۱۳۸۲ با شمارهٔ ثبت ۱۰۴۸۵ به‌عنوان یکی از آثار ملی ایران به ثبت رسیده است.